# Justin Rose
Justin Peter Rose (født 30. juli 1980 i Johannesburg, Sydafrika) er en engelsk golfspiller, der (pr. september 2010) står noteret for ni sejre gennem sin professionelle karriere. Hans bedste resultat i en Major-turnering, er en sejr ved US Open i 2013.